# Trompa de Ribagorza

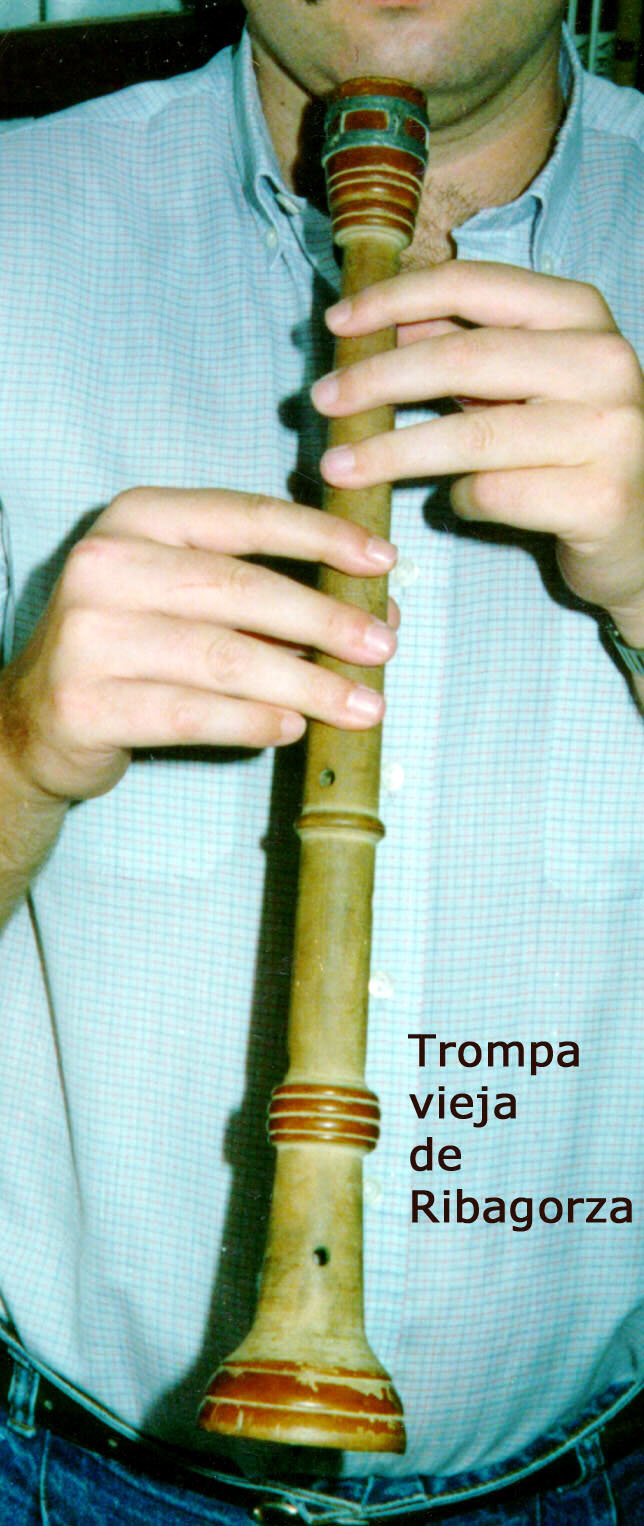
Trompa de Ribagorza.

La trompa de Ribagorza es un instrumento de viento, de doble lengüeta, recuperado por Mariano Pascual basándose en instrumentos conservados en Graus, similares a los utilizados en el siglo XIX por los gaiteros de Caserras del Castillo y otros lugares de la Baja Ribagorza. 